# Scrapter carysomus
Scrapter carysomus is een vliesvleugelig insect uit de familie Colletidae. De wetenschappelijke naam van de soort is voor het eerst geldig gepubliceerd in 2005 door Davies.